# The Guilt of Silence
The Guilt of Silence er en amerikansk stumfilm fra 1918 af Elmer Clifton.

## Medvirkende
- Monroe Salisbury som Mathew Smith
- Ruth Clifford som Mary
- Alfred Allen som Harkness
- Betty Schade som Amy
- Sam De Grasse som Joe